# Mikroaerofil
Mikroaerofil je organismus, který v prostředí, v němž žije, vyžaduje k růstu přítomnost kyslíku v nízké koncentraci. (Nižší než v zemské atmosféře, tedy méně než asi 21 %.) Pro mikroaerofily se udává vhodná koncentrace kyslíku kolem 2 %. Vysoká koncentrace kyslíku mikroaerofily ničí.
K mikroaerofilním organismům patří především různé bakterie. Příkladem jsou rody Lactobacillus, Campylobacter  a Borrelia nebo druh Helicobacter pylori. Mikroaerofilní je i améba Pelomyxa.
Jinou kategorií jsou kapnofilové, tzn. organismy vyžadující vyšší koncentraci oxidu uhličitého. Kapnofilní jsou bakterie Neisseria gonorrhoeae (zkrácený název gonokok) a Neisseria meningitidis (zkrác. meningokok), Haemophilus influenzae a některé streptokoky.